# Bielefelder Schreiblabor
Das Bielefelder Schreiblabor ist eine fachübergreifend angesiedelte Beratungsstelle zum wissenschaftlichen Schreiben (genannt „Schreibzentrum“) an der Universität Bielefeld. Im Jahr 1993 wurde es als erste Einrichtung dieser Art in Deutschland gegründet.

## Gründung
Nach einer Reise durch die USA, bei der sie feststellte, dass dort an den meisten Hochschulen Schreibberatung für Studierende und Graduierte angeboten wurde, hatte die Bielefelder Erziehungswissenschaftlerin Andrea Frank die Idee, an der Universität Bielefeld ein Schreibzentrum nach US-amerikanischen Modell einzurichten. Ausgehend von der Tradition der US-amerikanischen Writing Centers entwickelte sie zusammen mit Gabriela Ruhmann ein erstes Konzept, das auf Tradition und Bedarf einer deutschen Universität zugeschnitten war. Zunächst als Modellprojekt vom Land Nordrhein-Westfalen gefördert, begann das Bielefelder Schreiblabor seine Arbeit mit einem offenen Schreib-Beratungsangebot für Studierende und Doktoranden. Auf Basis der Beratungserfahrungen und unter Zuhilfenahme einschlägiger Literatur aus dem US-amerikanischen Kontext wurden in den ersten Jahren des Bielefelder Schreiblabors Workshop-Konzepte entwickelt und in der Folge immer weiter an die Bedürfnisse von Menschen angepasst, die wissenschaftliche Qualifikationsarbeiten schreiben. Mittlerweile gibt es zahlreiche und vielfältige Schreibzentren an Hochschulen ihn deutschsprachigen Raum.  

## Schreiben in den Fächern
Mit der Einführung von Bachelor und Master im Jahr 2002 erhielt das Schreiblabor die Aufgabe, zur Weiterentwicklung der Lehre in den Studiengängen der Universität Bielefeld beizutragen. Seitdem gibt es im Schreiblabor den Schwerpunkt „Schreiben in den Fächern“, den Stefanie Haacke und Swantje Lahm in Kooperation mit Lehrenden unterschiedlicher Fachdisziplinen entwickelten. Neue Fort- und Weiterbildungskonzepte für Hochschullehre wurden entwickelt, die die Entwicklung disziplinspezifischer Schreibaktivitäten ins Zentrum stellen. Seit dem Jahr 2013 unterstützt das Schreiblabor die Studiengänge der Universität Bielefeld bei der Weiterentwicklung zentraler Einführungsveranstaltungen für Bachelor-Studierende. Diese Arbeit, die darauf zielt, Studierenden mit Hilfe von Schreibaktivitäten die Aneignung der spezifischen Denk- und Arbeitsweisen der von ihnen gewählten Disziplin zu erleichtern, setzt neue Akzente in der deutschen Hochschuldidaktik. Zentral für die Kooperation des Schreiblabors mit den Fächern ist ein Ansatz, der dabei unterstützt, das Implizite des fachwissenschaftlichen Arbeitens explizit zu machen. Diesem Grundgedanken ist auch die von Swantje Lahm bei utb herausgegebene Reihe „Schreiben im Studium“ verpflichtet, in der gut verständliche Einführung in die Denk- und Kommunikationsweisen in einzelnen Studienfächern gegeben werden.

## Ansätze zur Weiterentwicklung von Fachcurricula
Das Schreiblabor bietet Studiengängen der Universität Bielefeld auch Unterstützung, wenn sie Anteil und Qualität von Schreibaufgaben und schriftlichen Prüfungen im Fachstudium überprüfen und überarbeiten möchten, um Erfahrung und Erfolg der Studierenden zu heben.

## Kollaboratives Schreiben
Im Jahr 2002 veranstaltete das Schreiblabor die erste Konferenz in Deutschland zum Thema Kollaboratives Schreiben und zur Ausbildung und zum Einsatz Studierender als Peer Tutoren. Diese bis dahin an deutschen Hochschulen gänzlich unbekannte Form studentischer Schreibberatung durch qualifizierte Kommilitonen wurde dann zuerst am Schreibzentrum der Europa-Universität Viadrina eingeführt und im Jahr 2008 auch an der Universität Bielefeld. Seitdem qualifiziert und begleitet das Schreiblabor ein Team studentischer Schreibberater, die sich in einem zunächst unter dem Begriff „Peer Learning“ etablierten und mittlerweile im SKILLS-Team der Universität Bielefeld angesiedelten Team studentischer Berater und Tutoren organisieren und Kommilitonen in unterschiedlichen Settings Gelegenheit zum Austausch über das Schreiben im Studium geben. Der Einsatz studentischer Peer Tutoren in der Schreibberatung basiert auf der theoretischen Vorarbeit von Kenneth Bruffee, Harvey Kail und Paula Gillespie, die die Arbeit von studentischen Schreibtutoren vor allem als Beitrag zur Entwicklung denkerischer und lernerischer Autonomie von Studierenden anlegen und entsprechende Ausbildungskonzepte für Peer Tutoren entwickelt haben, in denen Formen der Zusammenarbeit und der gegenseitigen Unterstützung beim Schreiben durch Feedback und Beratung vermittelt werden.

## Konzeptioneller Hintergrund
Zentral für die Workshops und Seminare des Bielefelder Schreiblabors sind der prozessorientierte Ansatz, d. h. der Blick auf die zahlreichen kognitiven und handwerklichen Schritte, die beim Verfassen einer wissenschaftlichen Arbeit anfallen, und das Wissen darum, dass die Strategien, diese Schritte zu bewältigen, individuell und je nach Kontext variieren. Wichtige Anregungen für Konzept und Ansatz stammen von Otto Kruse, der mit seinem Buch „Keine Angst vor dem leeren Blatt“ (1993) die Basis für eine prozessorientierte Schreibdidaktik im deutschsprachigen Raum gelegt hat, und von Gabriela Ruhmann, die das Schreiblabor gemeinsam mit Andrea Frank in der Aufbauphase von 1993 bis 1997 geprägt hat. Wichtige Bausteine im Konzept des Schreiblabors stammen von den dänischen Schreibdidaktikern Lotte Rienecker und Peter Stray Jorgensen, die das Schreibzentrum an der Universität Kopenhagen aufgebaut haben. Der konzeptionelle Ansatz des Schreiblabors zur Entwicklung schreibintensiver Lehre in den Fächern ist angelehnt an das US-amerikanische Writing in the Disciplines, das im Feld des Writing across the Curriculum insofern eine Sonderrolle einnimmt, als es den engen Zusammenhang zwischen fachlichen Schreib-, Denk- und Produktionspraktiken und somit das große Potential betont, das die Klärung von Lern- und Studienzielen bei der Konzeption von Schreibaufgaben für Studierende birgt. Theoretische Vordenker und praktische Pioniere dieser Richtung sind Michael Carter, Katherine Gottschalk und Keith Hjortshoj. Das Schreiblabor kooperiert z. B. in der European Association for the Teaching of Academic Writing (EATAW) und der Gesellschaft für Schreibdidaktik und Schreibforschung mit anderen Initiativen, Projekten und Hochschuleinrichtungen, die das Schreiben in der Hochschullehre zum Gegenstand von Forschung und Entwicklung machen.